# District d'Unnao
Le district de Unnao  (en hindi : उन्नाव ज़िला, en ourdou : اناو ضلع) est l'un des districts de la division de Lucknow dans l'État de l'Uttar Pradesh en Inde.

## Géographie
La capitale du district est la ville de Unnao. 
La superficie du district est de 4 558 km2 et la population était en 2011 de 3 108 367 habitants.